# Chloé Zhao
Chloé Zhao, geboren als Zhao Ting (Chinees: 趙婷) (Peking, 31 maart 1982), is een Chinees-Amerikaanse filmregisseuse en scenarioschrijfster. In 2021 won ze met de dramafilm Nomadland de Oscar voor beste film en beste regie.

## Biografie
Chloé Zhao werd in 1982 in Peking (China) geboren als Zhao Ting. Haar vader, Zhao Yuji, was de algemeen directeur van een staalbedrijf van de Chinese overheid. Haar ouders scheidden, waarna haar vader hertrouwde met actrice Song Dandan. Ze studeerde aan een kostschool in Londen en verhuisde later naar Los Angeles, waar ze haar highschool-studies afrondde. Ze behaalde een bachelor in politieke wetenschappen aan Mount Holyoke College in Hampshire County (Massachusetts) alvorens zich aan te sluiten bij de Tisch School of the Arts, de filmschool van New York University.

## Carrière
Zhao begon haar carrière in 2008 met het schrijven en regisseren van korte films. In 2015 maakte ze met het drama Songs My Brothers Taught Me haar eerste langspeelfilm. De film volgt de relatie tussen een Lakota en diens zus en werd opgenomen in het Pine Ridge-indianenreservaat.  
Haar volgende film, The Rider (2017), was een hedendaagse western over een rodeocowboy die na een ongeluk met zijn identiteit en toekomst worstelt. Net als voor haar debuutfilm gebruikte Zhao niet-professionele acteurs. De film werd op het filmfestival van Cannes bekroond met de Art Cinema Award.
Nadien werd Zhao door actrice Frances McDormand ingeschakeld om het boek Nomadland van schrijfster Jessica Bruder te verfilmen. De film leverde Zhao in 2021 de Oscar voor beste film en beste regie op. Ze werd zo de eerste niet-blanke vrouw (en tweede vrouw ooit) die tot beste regisseur werd uitgeroepen.
In september 2018 werd ze door Disney in dienst genomen om de Marvel-superheldenfilm Eternals (2021) te regisseren.

## Filmografie
| Jaar | Titel                       | Regisseuse | Scenariste |
| ---- | --------------------------- | ---------- | ---------- |
| 2015 | Songs My Brothers Taught Me |            |            |
| 2017 | The Rider                   |            |            |
| 2020 | Nomadland                   |            |            |
| 2021 | Eternals                    |            |            |
| 2025 | Hamnet                      |            |            |